# Rob Goris
Rob Goris, né le 15 mars 1982 à Herentals et mort le 5 juillet 2012 à Honfleur, est un joueur de hockey sur glace et coureur cycliste belge, ancien membre de l'équipe Accent Jobs-Willems Veranda's.

## Biographie
Avant de devenir coureur cycliste, Rob Goris est hockeyeur de haut niveau. Il évolue dans le club d'Herentals jusqu'à ses 25 ans. Il est sélectionné à plusieurs reprises en équipe de Belgique.
En 2010, il intègre l'équipe continentale Palmans-Cras. Il remporte la Flèche des ports flamands et le championnat de Belgique sur route élites sans contrat.
Il meurt le 5 juillet 2012, d'un arrêt cardiaque, à l'âge de 30 ans sous les yeux de sa petite amie, Katrien Van Looy, petite-fille de Rik Van Looy, dans sa chambre d'hôtel à Honfleur alors qu'il était en visite sur le Tour de France.

## Palmarès et résultats

### Palmarès par année
- 2010
  -  Champion de Belgique sur route élites sans contrat
  - Flèche des ports flamands
  - Mémorial Fred De Bruyne
  - 2e du Grote Prijs Dr. Eugeen Roggeman
  - 3e du Grand Prix Raf Jonckheere
- 2011
  - 2e de la Heistse Pijl

### Classements mondiaux
| Année           | 2010 |
| --------------- | ---- |
| UCI Europe Tour | 372e |